# Coupe de Russie de football 2023-2024
Navigation
Édition précédente Édition suivante
La Coupe de Russie 2023-2024 est la 32e édition de la Coupe de Russie depuis la dissolution de l'Union soviétique. Elle prend place entre le 25 juillet 2023 et le 2 juin 2024, date de la finale au stade Loujniki.
Un total de 108 équipes prennent part à la compétition, incluant l'ensemble des clubs des quatre divisions professionnelles russes, à l'exception des clubs-écoles et des clubs de Crimée, ainsi que quatorze équipes amateurs.
Le vainqueur de la coupe se qualifie pour l'édition 2024 de la Supercoupe de Russie. La qualification initialement prévue pour la Ligue Europa 2024-2025 est quant à elle incertaine du fait de la suspension des clubs russes des compétitions de l'UEFA jusqu'à nouvel ordre à la suite de l'invasion de l'Ukraine par la Russie.

## Format
Comme la saison précédente, la phase préliminaire se scinde en deux voies distinctes : 
- la « voie des régions », concerne exclusivement les équipes des divisions inférieures qui s'affrontent dans le cadre de rencontres à élimination directe. Celle-ci se déroule en six tours distincts permettant de désigner les quatre équipes se qualifiant pour la phase finale. L'entrée en lice des différents participants dépend de leur division et de leur classement en championnat la saison précédente.
- la « voie de la RPL », concerne quant à elle exclusivement les seize clubs de la première division (souvent abrégée « RPL ») qui sont regroupés en quatre groupes de quatre au sein desquels ils s'affrontent chacun par deux fois. Cette voit permet de déterminer les douze autres participants à la phase finale.

À l'issue de cette phase préliminaire, la distinction en deux voies se poursuit durant la phase finale. En cela, les deux premiers de la phase de groupes poursuivent dans la voie de la RPL tandis que les troisièmes sont repêchés dans la voie des régions face aux équipes des divisions inférieures, pour un total de huit équipes dans chaque voie. L'organisation des deux voies connaît à nouveau certaines variations :
- la voie de la RPL, considérée comme la voie supérieure, poursuit à partir de là un cheminement classique, les clubs concernés s'affrontant lors de quarts de finale, demi-finales puis une finale pour déterminer celui qualifié pour la grande finale. Les équipes s'affrontent en deux manches à domicile et à l'extérieur. En cas d'égalité, aucune prolongation n'est jouée et les deux acteurs se départagent lors de la séance des tirs au but. Les perdants sont repêchés dans la voie des régions.
- la voie des régions prend quant à elle la forme d'un tournoi à double élimination. Celle-ci inclut également des tours de quarts de finale, demi-finales et une finale, mais distingués en deux phases :
  - la première concerne les équipes initialement présentes dans cette voie, qui s'affrontent lors d'une rencontre unique à élimination directe.
  - la seconde voit les vainqueurs de la première affronter affronter les perdants de la voie de la RPL. Le vainqueur de cette dernière rencontre se qualifie alors pour le tour suivant.

Au terme de la phase finale, les vainqueurs respectifs des deux voies s'affrontent lors de la grande finale afin de déterminer le vainqueur de la compétition.

## Phase qualificative

### Voie des régions

#### Premier tour
Les rencontres de ce tour sont jouées entre le 1er et le 2 août 2023. Cette phase concerne l'ensemble des clubs amateurs ainsi que les vingt-et-une équipes les moins bien classées de la troisième division 2022-2023. Pour limiter les coûts de déplacement, les équipes sont officieusement réparties selon leurs zones géographiques avant le tirage au sort.
Le FK Dalneretchensk se retire le 27 juillet, n'ayant pas les moyens d'organiser sa rencontre face au FK Irkoutsk.
| Date          | Club                                         | Score             | Club                                |
| ------------- | -------------------------------------------- | ----------------- | ----------------------------------- |
| 1er août 2023 | Amkal Moscou (D7)                            | 3 - 2             | (D4) Krasnoïé Znamia Noguinsk       |
| 2 août 2023   | FK Dalneretchensk (D5)                       | 0 - 3 forfait     | (D4) FK Irkoutsk                    |
| 2 août 2023   | Stroguino Moscou (D4)                        | 2 - 3             | (D4) Znamia Trouda Orekhovo-Zouïevo |
| 2 août 2023   | Temp Barnaoul (D5)                           | 0 - 3             | (D4) Dinamo Barnaoul                |
| 2 août 2023   | Nosta Novotroïtsk (D4)                       | 0 - 0 (3 - 2 tab) | (D4) Ouralets Nijni Taguil          |
| 2 août 2023   | Rodina Media Moscou (D7)                     | 0 - 3             | (D4) Dinamo Vologda                 |
| 2 août 2023   | Pioner Leningradskaïa (D6)                   | 3 - 3 (2 - 4 tab) | (D4) Droujba Maïkop                 |
| 2 août 2023   | Dinamo Kirov (D4)                            | 2 - 0             | (D4) Kompozit Pavlovski Possad      |
| 2 août 2023   | FK Tver (ru) (D4)                            | 2 - 1             | (D4) Elektron Veliki Novgorod       |
| 2 août 2023   | Ilpar Ilinski (D5)                           | 1 - 3             | (D4) Torpedo Miass                  |
| 2 août 2023   | StravropolAgroSoïouz Nevinnomyssk (D5)       | 0 - 3'            | (D4) Machouk-KMV Piatigorsk         |
| 2 août 2023   | Atom Novovoronej (D5)                        | 1 - 1 (4 - 5 tab) | (D4) Spartak Tambov                 |
| 2 août 2023   | FK Kolomna (D4)                              | 0 - 7             | (D4) Kvant Obninsk (en)             |
| 2 août 2023   | FSM Moscou (D4)                              | 0 - 0 (2 - 3 tab) | (D4) Peresvet Domodedovo            |
| 2 août 2023   | Kirovets-Voskhojdenié Saint-Pétersbourg (D5) | 0 - 1             | (D4) Dinamo Saint-Pétersbourg       |
| 2 août 2023   | FK Pskov (D4)                                | 2 - 3             | (D4) Louki-Energia Velikié Louki    |
| 2 août 2023   | Ouniversitet Oulianovsk (D5)                 | 1 - 1 (4 - 2 tab) | (D5) Orgenergostroï Dimitrovgrad    |
| 2 août 2023   | 2DROTS Moscou (D7)                           | 2 - 0             | (D4) Sakhaline Ioujno-Sakhalinsk    |

#### Deuxième tour
Les rencontres de ce tour sont jouées les 22 et 23 août 2023. Il voit l'entrée en lice des équipes restantes de la quatrième division ainsi que l'ensemble des clubs non-réservistes de la troisième division.
| Date         | Club                                | Score             | Club                               |
| ------------ | ----------------------------------- | ----------------- | ---------------------------------- |
| 22 août 2023 | FK Astrakhan (D4)                   | 0 - 1             | (D3) Rotor Volgograd               |
| 22 août 2023 | Tekstilchtchik Ivanovo (D3)         | 0 - 0 (4 - 3 tab) | (D7) Amkal Moscou                  |
| 22 août 2023 | FK Riazan (D4)                      | 2 - 1             | (D4) Kosmos Dolgoproudny           |
| 22 août 2023 | Sakhalinets Moscou (D4)             | 0 - 2             | (D4) Saturn Ramenskoïe             |
| 22 août 2023 | FK Tcheliabinsk (D3)                | 1 - 0             | (D3) Irtych Omsk                   |
| 22 août 2023 | Torpedo Miass (D4)                  | 0 - 0 (4 - 5 tab) | (D3) Amkar Perm                    |
| 23 août 2023 | Legion Makhatchkala (D4)            | 1 - 0             | (D4) Pobeda Khassaviourt           |
| 23 août 2023 | Dinamo Stavropol (D4)               | 0 - 0 (5 - 3 tab) | (D4) Spartak Naltchik              |
| 23 août 2023 | Machouk-KMV Piatigorsk (D4)         | 0 - 1             | (D4) Biolog-Novokoubansk           |
| 23 août 2023 | SKA Rostov (D4)                     | 2 - 1             | (D3) Tchaïka Pestchanokopskoïe     |
| 23 août 2023 | Droujba Maïkop (D4)                 | 2 - 0             | (D4) Kouban Holding Pavlovskaïa    |
| 23 août 2023 | Metallourg Lipetsk (D3)             | 1 - 1 (4 - 5 tab) | (D3) Forte Taganrog (en)           |
| 23 août 2023 | Saliout Belgorod (D3)               | 2 - 0             | (D3) Avangard Koursk               |
| 23 août 2023 | Peresvet Domodedovo (D4)            | 2 - 5             | (D3) Veles Moscou                  |
| 23 août 2023 | Znamia Trouda Orekhovo-Zouïevo (D4) | 3 - 1             | (D4) Zorki Krasnogorsk             |
| 23 août 2023 | FK Mourom (D3)                      | 1 - 3             | (D7) 2DROTS Moscou                 |
| 23 août 2023 | Tchertanovo Moscou (D3)             | 0 - 1             | (D4) Dinamo Kirov                  |
| 23 août 2023 | Dinamo Vologda (D4)                 | 0 - 0 (7 - 6 tab) | (D3) Spartak Kostroma              |
| 23 août 2023 | Spartak Tambov (D4)                 | 1 - 3             | (D3) Dinamo Briansk                |
| 23 août 2023 | Kvant Obninsk (en) (D4)             | 0 - 2             | (D4) FK Kalouga                    |
| 23 août 2023 | Dinamo Saint-Pétersbourg (D4)       | 2 - 2 (4 - 1 tab) | (D4) Zvezda Saint-Pétersbourg (en) |
| 23 août 2023 | Louki-Energia Velikié Louki (D4)    | 3 - 0             | (D4) FK Tver (ru)                  |
| 23 août 2023 | Torpedo Vladimir (D4)               | 1 - 2             | (D4) Khimik Dzerjinsk              |
| 23 août 2023 | Khimik-Avgoust Vournary (D4)        | 1 - 1 (4 - 3 tab) | (D4) Zénith Penza                  |
| 23 août 2023 | Ouniversitet Oulianovsk (D5)        | 0 - 6             | (D3) Volga Oulianovsk              |
| 23 août 2023 | FK Oufa (D3)                        | 0 - 0 (3 - 1 tab) | (D4) Nosta Novotroïtsk             |
| 23 août 2023 | Dinamo Barnaoul (D4)                | 3 - 2             | (D3) FK Novossibirsk               |
| 23 août 2023 | FK Irkoutsk (D4)                    | 0 - 0 (2 - 4 tab) | (D4) Dinamo Vladivostok            |

#### Troisième tour
Les rencontres de ce tour sont jouées les 4, 13 et 14 septembre 2023.
| Date              | Club                             | Score             | Club                                |
| ----------------- | -------------------------------- | ----------------- | ----------------------------------- |
| 4 septembre 2023  | 2Drots Moscou (D7)               | 2 - 0             | (D4) Dinamo Kirov                   |
| 13 septembre 2023 | Dinamo Vladivostok (D4)          | 0 - 0 (4 - 2 tab) | (D4) Dinamo Barnaoul                |
| 13 septembre 2023 | Dinamo Vologda (D4)              | 1 - 2             | (D3) Tekstilchtchik Ivanovo         |
| 13 septembre 2023 | Biolog-Novokoubansk (D4)         | 0 - 0 (5 - 3 tab) | (D4) Dinamo Stavropol               |
| 13 septembre 2023 | Khimik Dzerjinsk (D4)            | 1 - 1 (5 - 6 tab) | (D4) FK Riazan                      |
| 13 septembre 2023 | Forte Taganrog (en) (D3)         | 1 - 1 (4 - 3 tab) | (D3) Saliout Belgorod               |
| 13 septembre 2023 | Droubja Maïkop (D4)              | 1 - 1 (3 - 4 tab) | (D4) SKA Rostov                     |
| 13 septembre 2023 | Rotor Volgograd (D3)             | 3 - 0             | (D4) Legion Makhatchkala            |
| 13 septembre 2023 | Volga Oulianovsk (D3)            | 0 - 0 (0 - 2 tab) | (D3) FK Oufa                        |
| 13 septembre 2023 | Dinamo Briansk (D3)              | 0 - 0 (5 - 4 tab) | (D4) FK Kalouga                     |
| 13 septembre 2023 | Louki-Energia Velikié Louki (D4) | 0 - 0 (5 - 4 tab) | (D4) Dinamo Saint-Pétersbourg       |
| 13 septembre 2023 | Saturn Ramenskoïe (D4)           | 0 - 0 (3 - 1 tab) | (D4) Khimik-Avgoust Vournary        |
| 13 septembre 2023 | Veles Moscou (D3)                | 1 - 1 (1 - 4 tab) | (D4) Znamia Trouda Orekhovo-Zouïevo |
| 14 septembre 2023 | Amkar Perm (D3)                  | 1 - 0             | (D3) FK Tcheliabinsk                |

#### Quatrième tour
Les rencontres de ce tour sont jouées entre le 26 et le 28 septembre 2023. Il voit l'entrée en lice de l'ensemble des clubs de la deuxième division.
| Date              | Club                                | Score             | Club                            |
| ----------------- | ----------------------------------- | ----------------- | ------------------------------- |
| 26 septembre 2023 | FK Oufa (D3)                        | 1 - 1 (8 - 7 tab) | (D2) Torpedo Moscou             |
| 27 septembre 2023 | Dinamo Vladivostok (D4)             | 2 - 0             | (D2) FK Tioumen                 |
| 27 septembre 2023 | SKA-Khabarovsk (D2)                 | 1 - 1 (4 - 2 tab) | (D2) Sokol Saratov              |
| 27 septembre 2023 | FK Riazan (D4)                      | 1 - 6             | (D2) Akron Togliatti            |
| 27 septembre 2023 | FK Biolog-Novokoubansk (D4)         | 1 - 2             | (D2) Tchernomorets Novorossiisk |
| 27 septembre 2023 | Forte Taganrog (en) (D3)            | 1 - 0             | (D2) Dinamo Makhatchkala        |
| 27 septembre 2023 | Amkar Perm (D3)                     | 1 - 1 (4 - 2 tab) | (D2) Kouban Krasnodar           |
| 27 septembre 2023 | SKA Rostov (D4)                     | 0 - 3             | (D2) Neftekhimik Nijnekamsk     |
| 27 septembre 2023 | Dinamo Briansk (D3)                 | 1 - 3             | (D2) Chinnik Iaroslavl          |
| 27 septembre 2023 | Znamia Trouda Orekhovo-Zouïevo (D4) | 1 - 3             | (D2) Volgar Astrakhan           |
| 27 septembre 2023 | Louki-Energia Velikié Louki (D4)    | 1 - 2             | (D2) Ienisseï Krasnoïarsk       |
| 27 septembre 2023 | Kamaz Naberejnye Tchelny (D2)       | 1 - 0             | (D2) FK Leningradets            |
| 27 septembre 2023 | Saturn Ramenskoïe (D4)              | 1 - 2             | (D2) Arsenal Toula              |
| 27 septembre 2023 | Rotor Volgograd (D3)                | 1 - 0             | (D2) Alania Vladikavkaz         |
| 27 septembre 2023 | Tekstilchtchik Ivanovo (D3)         | 1 - 3             | (D2) Rodina Moscou              |
| 28 septembre 2023 | 2DROTS Moscou (D7)                  | 0 - 2             | (D2) FK Khimki                  |

#### Cinquième tour
Les rencontres de ce tour sont jouées entre le 17 et le 19 octobre 2023.
| Date            | Club                            | Score             | Club                          |
| --------------- | ------------------------------- | ----------------- | ----------------------------- |
| 17 octobre 2023 | SKA-Khabarovsk (D2)             | 2 - 0             | (D3) Amkar Perm               |
| 18 octobre 2023 | Dinamo Vladivostok (D4)         | 1 - 0             | (D3) Rotor Volgograd          |
| 18 octobre 2023 | Volgar Astrakhan (D2)           | 1 - 0             | (D2) Ienisseï Krasnoïarsk     |
| 18 octobre 2023 | Neftekhimik Nijnekamsk (D2)     | 0 - 2             | (D3) Forte Taganrog (en)      |
| 18 octobre 2023 | FK Khimki (D2)                  | 1 - 0             | (D3) FK Oufa                  |
| 18 octobre 2023 | Tchernomorets Novorossiisk (D2) | 0 - 0 (4 - 1 tab) | (D2) Kamaz Naberejnye Tchelny |
| 19 octobre 2023 | Akron Togliatti (D2)            | 3 - 0             | (D2) Chinnik Iaroslavl        |
| 19 octobre 2023 | Arsenal Toula (D2)              | 1 - 2             | (D2) Rodina Moscou            |

#### Sixième tour
Les rencontres de ce tour sont jouées le 1er et le 2 novembre 2023.
| Date              | Club                     | Score | Club                            |
| ----------------- | ------------------------ | ----- | ------------------------------- |
| 1er novembre 2023 | Forte Taganrog (en) (D3) | 0 - 2 | (D2) SKA-Khabarovsk             |
| 1er novembre 2023 | Rodina Moscou (D2)       | 3 - 0 | (D2) Tchernomorets Novorossiisk |
| 1er novembre 2023 | FK Khimki (D2)           | 4 - 0 | (D4) Dinamo Vladivostok         |
| 2 novembre 2023   | Akron Togliatti (D2)     | 0 - 1 | (D2) Volgar Astrakhan           |

### Voie de la RPL
La phase de groupes concerne exclusivement les seize équipes de la première division, qui sont répartis en quatre groupes de quatre. Chaque équipe s'affronte deux fois au sein de ceux-ci, pour un total de six matchs chacun. L'ensemble de la phase de groupes est disputée entre le 25 juillet et le 2 novembre 2023.
Les trois premiers à l'issue de cette phase se qualifient pour les quarts de finale. Les deux premiers poursuivent dans la voie de la RPL tandis que le troisième est repêché dans la voie des régions.
Le barème utilisé diverge de celui typiquement employé en championnat, les matchs nuls n'étant en effet pas comptés. À la place, si un match s'achève sur un résultat nul, les deux équipes doivent se départager lors d'une séance de tirs au but. Une victoire par ce biais offre deux points à l'équipe victorieuse tandis que l'équipe perdante n'en reçoit qu'un seul.
Groupe A
| Rang | Équipe        | Pts | J | G | N   | P | Bp | Bc | Diff |  | Résultats (▼ dom., ► ext.) | CSKA | ORE | SOT | FAK |
| ---- | ------------- | --- | - | - | --- | - | -- | -- | ---- |  | -------------------------- | ---- | --- | --- | --- |
| 1    | CSKA Moscou   | 11  | 6 | 2 | 2/1 | 1 | 11 | 5  | +6   |  | CSKA Moscou                |      | 3-1 | 1-1 | 0-2 |
| 2    | FK Orenbourg  | 11  | 6 | 3 | 1/0 | 2 | 6  | 10 | -4   |  | FK Orenbourg               | 0-6  |     | 2-0 | 0-0 |
| 3    | FK Sotchi     | 8   | 6 | 2 | 0/2 | 2 | 7  | 6  | +1   |  | FK Sotchi                  | 0-0  | 1-2 |     | 2-0 |
| 4    | Fakel Voronej | 6   | 6 | 1 | 1/1 | 3 | 3  | 5  | -2   |  | Fakel Voronej              | 1-1  | 0-1 | 1-3 |     |

Groupe B
| Rang | Équipe               | Pts | J | G | N   | P | Bp | Bc | Diff |  | Résultats (▼ dom., ► ext.) | LOK | ROS | OUR | RUB |
| ---- | -------------------- | --- | - | - | --- | - | -- | -- | ---- |  | -------------------------- | --- | --- | --- | --- |
| 1    | Lokomotiv Moscou     | 13  | 6 | 4 | 0/1 | 1 | 10 | 4  | +6   |  | Lokomotiv Moscou           |     | 3-1 | 2-1 | 3-0 |
| 2    | FK Rostov            | 11  | 6 | 3 | 1/0 | 2 | 7  | 7  | 0    |  | FK Rostov                  | 2-1 |     | 2-1 | 1-0 |
| 3    | Oural Iekaterinbourg | 8   | 6 | 2 | 1/0 | 2 | 6  | 6  | 0    |  | Oural Iekaterinbourg       | 0-0 | 1-0 |     | 2-0 |
| 4    | Rubin Kazan          | 4   | 6 | 1 | 0/1 | 4 | 3  | 9  | -6   |  | Rubin Kazan                | 0-1 | 1-1 | 2-1 |     |

Groupe C
| Rang | Équipe                   | Pts | J | G | N   | P | Bp | Bc | Diff |  | Résultats (▼ dom., ► ext.) | ZEN | BAL | AKH | KRY |
| ---- | ------------------------ | --- | - | - | --- | - | -- | -- | ---- |  | -------------------------- | --- | --- | --- | --- |
| 1    | Zénith Saint-Pétersbourg | 14  | 6 | 4 | 1/0 | 1 | 9  | 5  | +4   |  | Zénith Saint-Pétersbourg   |     | 2-1 | 2-0 | 1-0 |
| 2    | Baltika Kaliningrad      | 12  | 6 | 4 | 0   | 2 | 12 | 7  | +5   |  | Baltika Kaliningrad        | 1-0 |     | 4-1 | 1-2 |
| 3    | Akhmat Grozny            | 7   | 6 | 2 | 0/1 | 3 | 10 | 12 | -2   |  | Akhmat Grozny              | 3-3 | 0-2 |     | 3-1 |
| 4    | Krylia Sovetov Samara    | 3   | 6 | 1 | 0   | 5 | 5  | 12 | -7   |  | Krylia Sovetov Samara      | 0-1 | 2-3 | 0-3 |     |

Groupe D
| Rang | Équipe              | Pts | J | G | N   | P | Bp | Bc | Diff |  | Résultats (▼ dom., ► ext.) | SPA | DIN | KRA | NIJ |
| ---- | ------------------- | --- | - | - | --- | - | -- | -- | ---- |  | -------------------------- | --- | --- | --- | --- |
| 1    | Spartak Moscou      | 12  | 6 | 4 | 0   | 2 | 15 | 11 | +4   |  | Spartak Moscou             |     | 4-1 | 2-3 | 5-4 |
| 2    | Dinamo Moscou       | 11  | 6 | 3 | 0/2 | 1 | 12 | 10 | +2   |  | Dinamo Moscou              | 3-0 |     | 4-3 | 2-1 |
| 3    | FK Krasnodar        | 11  | 6 | 3 | 1/0 | 2 | 12 | 9  | +3   |  | FK Krasnodar               | 1-2 | 1-1 |     | 3-0 |
| 4    | Pari Nijni Novgorod | 2   | 6 | 0 | 1/0 | 5 | 6  | 15 | -9   |  | Pari Nijni Novgorod        | 0-3 | 1-1 | 0-1 |     |

## Phase finale
Comme lors de la phase qualificative, la phase finale est divisée en deux voies évoluant de manière parallèle avec des repêchages pour les perdants de la voie de la RPL au sein de la voie des régions.

### Quarts de finale

#### Voie de la RPL
Les matchs aller sont disputés les 28 et 29 novembre 2023, et les matchs retour entre le 12 et le 14 mars 2024.
| Club                     | Score             | Club                          | Aller | Retour |
| ------------------------ | ----------------- | ----------------------------- | ----- | ------ |
| Baltika Kaliningrad (D1) | 3 - 3 (7 - 6 tab) | (D1) Lokomotiv Moscou         | 2 - 2 | 1 - 1  |
| FK Orenbourg (D1)        | 2 - 3             | (D1) Spartak Moscou           | 1 - 0 | 1 - 3  |
| Dynamo Moscou (D1)       | 1 - 2             | (D1) Zénith Saint-Pétersbourg | 1 - 0 | 0 - 2  |
| FK Rostov (D1)           | 1 - 3             | (D1) CSKA Moscou              | 1 - 1 | 0 - 2  |

#### Voie des régions
Première phase
| Date         | Club                  | Score             | Club                      |
| ------------ | --------------------- | ----------------- | ------------------------- |
| 12 mars 2024 | FK Khimki (D2)        | 2 - 0             | (D1) FK Krasnodar         |
| 13 mars 2024 | Rodina Moscou (D2)    | 1 - 1 (1 - 4 tab) | (D1) Oural Iekaterinbourg |
| 13 mars 2024 | Volgar Astrakhan (D2) | 1 - 2             | (D1) Akhmat Grozny        |
| 14 mars 2024 | SKA-Khabarovsk (D2)   | 1 - 1 (4 - 2 tab) | (D1) FK Sotchi            |

Deuxième phase
| Date         | Club                      | Score             | Club                  |
| ------------ | ------------------------- | ----------------- | --------------------- |
| 2 avril 2024 | SKA-Khabarovsk (D2)       | 1 - 2             | (D1) Dynamo Moscou    |
| 2 avril 2024 | FK Khimki (D2)            | 0 - 0 (6 - 7 tab) | (D1) FK Rostov        |
| 3 avril 2024 | Oural Iekaterinbourg (D1) | 1 - 0             | (D1) Lokomotiv Moscou |
| 4 avril 2024 | Akhmat Grozny (D1)        | 0 - 1             | (D1) FK Orenbourg     |

### Demi-finales

#### Voie de la RPL
Les matchs aller sont joués le 3 avril 2024, et les matchs retour le 17 avril suivant.
| Club                     | Score | Club                          | Aller | Retour |
| ------------------------ | ----- | ----------------------------- | ----- | ------ |
| Baltika Kaliningrad (D1) | 0 - 3 | (D1) CSKA Moscou              | 0 - 1 | 0 - 2  |
| Spartak Moscou (D1)      | 1 - 2 | (D1) Zénith Saint-Pétersbourg | 1 - 2 | 0 - 0  |

#### Voie des régions
Première phase
| Date          | Club                      | Score | Club               |
| ------------- | ------------------------- | ----- | ------------------ |
| 17 avril 2024 | FK Orenbourg (D1)         | 2 - 4 | (D1) Dynamo Moscou |
| 17 avril 2024 | Oural Iekaterinbourg (D1) | 1 - 3 | (D1) FK Rostov     |

Deuxième phase
| Date         | Club               | Score | Club                     |
| ------------ | ------------------ | ----- | ------------------------ |
| 1er mai 2024 | Dynamo Moscou (D1) | 0 - 2 | (D1) Spartak Moscou      |
| 2 mai 2024   | FK Rostov (D1)     | 0 - 1 | (D1) Baltika Kaliningrad |

### Finales des voies
Voie de la RPL
Le match aller est joués le 2 mai 2024, et le match retour le 15 mai.
| Club             | Score             | Club                          | Aller | Retour |
| ---------------- | ----------------- | ----------------------------- | ----- | ------ |
| CSKA Moscou (D1) | 1 - 1 (4 - 5 tab) | (D1) Zénith Saint-Pétersbourg | 1 - 1 | 0 - 0  |

Voie des régions
| Date        | Club                     | Score | Club                |
| ----------- | ------------------------ | ----- | ------------------- |
| 14 mai 2024 | Baltika Kaliningrad (D1) | 1 - 0 | (D1) Spartak Moscou |

### Finale
| Finale      | Baltika Kaliningrad (D1) | 1 – 2   | (D1) Zénith Saint-Pétersbourg         | Stade Loujniki, Moscou                          |                                                 |
| 2 juin 2024 | Alex Fernandes 40e       | (1 – 0) | 81e Nino · 90+5e Alip                 | Spectateurs : 41 776 Arbitrage : Sergei Karasev | Spectateurs : 41 776 Arbitrage : Sergei Karasev |
| 2 juin 2024 |                          | Rapport | 66e Aleksandr Erokhin · 77e Claudinho | Spectateurs : 41 776 Arbitrage : Sergei Karasev | Spectateurs : 41 776 Arbitrage : Sergei Karasev |

## Tableau finale
|  |                                          |                                          |                                     |                |                                |                                |                                          |                                          |                                          |                                          |                             |                             |                                       |                                       |                                       |                                       |                       |                       |                                       |                                       |                                       |                                       |  |  |                         |                         |       |       |
|  |                                          |                                          |                                     |                | Voie de la RPL Quart de finale | Voie de la RPL Quart de finale | Voie de la RPL Quart de finale           | Voie de la RPL Quart de finale           |                                          |                                          | Voie de la RPL Demi-finales | Voie de la RPL Demi-finales | Voie de la RPL Demi-finales           | Voie de la RPL Demi-finales           |                                       |                                       | Voie de la RPL Finale | Voie de la RPL Finale | Voie de la RPL Finale                 | Voie de la RPL Finale                 |                                       |                                       |  |  |                         |                         | Final | Final |
|  |                                          |                                          |                                     |                | Voie de la RPL Quart de finale | Voie de la RPL Quart de finale | Voie de la RPL Quart de finale           | Voie de la RPL Quart de finale           |                                          |                                          | Voie de la RPL Demi-finales | Voie de la RPL Demi-finales | Voie de la RPL Demi-finales           | Voie de la RPL Demi-finales           |                                       |                                       | Voie de la RPL Finale | Voie de la RPL Finale | Voie de la RPL Finale                 | Voie de la RPL Finale                 |                                       |                                       |  |  |                         |                         | Final | Final |
|  |                                          |                                          |                                     |                |                                |                                |                                          |                                          |                                          |                                          |                             |                             |                                       |                                       |                                       |                                       |                       |                       |                                       |                                       |                                       |                                       |  |  |                         |                         |       |       |
|  |                                          |                                          |                                     |                |                                |                                |                                          |                                          |                                          |                                          |                             |                             |                                       |                                       |                                       |                                       |                       |                       |                                       |                                       |                                       |                                       |  |  |                         |                         |       |       |
|  | Baltika Kaliningrad (t. a. b.)           | 2                                        | 1                                   | 3 (7)          |                                |                                |                                          |                                          |                                          |                                          |                             |                             |                                       |                                       |                                       |                                       |                       |                       |                                       |                                       |                                       |                                       |  |  |                         |                         |       |       |
|  | Baltika Kaliningrad (t. a. b.)           | 2                                        | 1                                   | 3 (7)          |                                |                                |                                          |                                          |                                          |                                          |                             |                             |                                       |                                       |                                       |                                       |                       |                       |                                       |                                       |                                       |                                       |  |  |                         |                         |       |       |
|  | Lokomotiv Moscou                         | 2                                        | 1                                   | 3 (6)          |                                |                                |                                          |                                          |                                          |                                          |                             |                             |                                       |                                       |                                       |                                       |                       |                       |                                       |                                       |                                       |                                       |  |  |                         |                         |       |       |
|  | Lokomotiv Moscou                         | 2                                        | 1                                   | 3 (6)          |                                |                                | Baltika Kaliningrad                      | 0                                        | 0                                        | 0                                        |                             |                             |                                       |                                       |                                       |                                       |                       |                       |                                       |                                       |                                       |                                       |  |  |                         |                         |       |       |
|  |                                          |                                          |                                     |                |                                |                                |                                          |                                          | 0                                        | 0                                        |                             |                             |                                       |                                       |                                       |                                       |                       |                       |                                       |                                       |                                       |                                       |  |  |                         |                         |       |       |
|  |                                          |                                          | CSKA Moscou                         | 1              | 2                              | 3                              |                                          |                                          |                                          |                                          |                             |                             |                                       |                                       |                                       |                                       |                       |                       |                                       |                                       |                                       |                                       |  |  |                         |                         |       |       |
|  |                                          |                                          | CSKA Moscou                         | 1              | 2                              | 3                              |                                          |                                          | Rostov                                   | 1                                        | 0                           | 1                           |                                       |                                       |                                       |                                       |                       |                       |                                       |                                       |                                       |                                       |  |  |                         |                         |       |       |
|  |                                          |                                          |                                     |                |                                |                                |                                          |                                          |                                          |                                          | 0                           | 1                           |                                       |                                       |                                       |                                       |                       |                       |                                       |                                       |                                       |                                       |  |  |                         |                         |       |       |
|  | CSKA Moscou                              | 1                                        | 2                                   | 3              |                                |                                |                                          |                                          |                                          |                                          |                             |                             |                                       |                                       |                                       |                                       |                       |                       |                                       |                                       |                                       |                                       |  |  |                         |                         |       |       |
|  | CSKA Moscou                              | 1                                        | 2                                   | 3              |                                |                                | CSKA Moscou                              | 1                                        | 0                                        | 1 (4)                                    |                             |                             |                                       |                                       |                                       |                                       |                       |                       |                                       |                                       |                                       |                                       |  |  |                         |                         |       |       |
|  |                                          |                                          |                                     |                |                                |                                |                                          |                                          |                                          |                                          |                             |                             |                                       |                                       |                                       |                                       |                       |                       |                                       |                                       |                                       |                                       |  |  |                         |                         |       |       |
|  |                                          |                                          | Zénith Saint-Pétersbourg (t. a. b.) | 1              | 0                              | 1 (5)                          |                                          |                                          |                                          |                                          |                             |                             |                                       |                                       |                                       |                                       |                       |                       |                                       |                                       |                                       |                                       |  |  |                         |                         |       |       |
|  |                                          |                                          | Zénith Saint-Pétersbourg (t. a. b.) | 1              | 0                              | 1 (5)                          |                                          |                                          | Orenburg                                 | 1                                        | 1                           | 2                           |                                       |                                       |                                       |                                       |                       |                       |                                       |                                       |                                       |                                       |  |  |                         |                         |       |       |
|  |                                          |                                          |                                     |                |                                |                                |                                          |                                          |                                          |                                          | 1                           | 2                           |                                       |                                       |                                       |                                       |                       |                       |                                       |                                       |                                       |                                       |  |  |                         |                         |       |       |
|  | Spartak Moscou                           | 0                                        | 3                                   | 3              |                                |                                |                                          |                                          |                                          |                                          |                             |                             |                                       |                                       |                                       |                                       |                       |                       |                                       |                                       |                                       |                                       |  |  |                         |                         |       |       |
|  | Spartak Moscou                           | 0                                        | 3                                   | 3              |                                |                                | Spartak Moscou                           | 1                                        | 0                                        | 1                                        |                             |                             |                                       |                                       |                                       |                                       |                       |                       |                                       |                                       |                                       |                                       |  |  |                         |                         |       |       |
|  |                                          |                                          |                                     |                |                                |                                |                                          |                                          | 0                                        | 1                                        |                             |                             |                                       |                                       |                                       |                                       |                       |                       |                                       |                                       |                                       |                                       |  |  |                         |                         |       |       |
|  |                                          |                                          | Zénith Saint-Pétersbourg            | 2              | 0                              | 2                              |                                          |                                          |                                          |                                          |                             |                             |                                       |                                       |                                       |                                       |                       |                       |                                       |                                       |                                       |                                       |  |  |                         |                         |       |       |
|  |                                          |                                          | Zénith Saint-Pétersbourg            | 2              | 0                              | 2                              |                                          |                                          | Dynamo Moscou                            | 1                                        | 0                           | 1                           |                                       |                                       |                                       |                                       |                       |                       |                                       |                                       |                                       |                                       |  |  |                         |                         |       |       |
|  |                                          |                                          |                                     |                |                                |                                | 2 Juin 2024 – Moscou                     |                                          | Dynamo Moscou                            | 1                                        | 0                           | 1                           |                                       |                                       |                                       |                                       |                       |                       |                                       |                                       |                                       |                                       |  |  |                         |                         |       |       |
|  | Zénith Saint-Pétersbourg                 | 0                                        | 2                                   | 2              |                                |                                |                                          |                                          |                                          |                                          |                             |                             |                                       |                                       |                                       |                                       |                       |                       |                                       |                                       |                                       |                                       |  |  |                         |                         |       |       |
|  | Zénith Saint-Pétersbourg                 | 0                                        | 2                                   | 2              |                                |                                | Zénith Saint-Pétersbourg                 | 2                                        |                                          |                                          |                             |                             |                                       |                                       |                                       |                                       |                       |                       |                                       |                                       |                                       |                                       |  |  |                         |                         |       |       |
|  |                                          |                                          |                                     |                |                                |                                |                                          |                                          |                                          |                                          |                             |                             |                                       |                                       |                                       |                                       |                       |                       |                                       |                                       |                                       |                                       |  |  |                         |                         |       |       |
|  |                                          |                                          | Baltika Kaliningrad                 | 1              |                                |                                |                                          |                                          |                                          |                                          |                             |                             |                                       |                                       |                                       |                                       |                       |                       |                                       |                                       |                                       |                                       |  |  |                         |                         |       |       |
|  | Voie des régions Quart de finale Stage 1 | Voie des régions Quart de finale Stage 1 | Baltika Kaliningrad                 | 1              |                                |                                | Voie des régions Quart de finale Stage 2 | Voie des régions Quart de finale Stage 2 | Voie des régions Quart de finale Stage 2 | Voie des régions Quart de finale Stage 2 |                             |                             | Voie des régions Demi-finales Stage 1 | Voie des régions Demi-finales Stage 1 | Voie des régions Demi-finales Stage 1 | Voie des régions Demi-finales Stage 1 |                       |                       | Voie des régions Demi-finales Stage 2 | Voie des régions Demi-finales Stage 2 | Voie des régions Demi-finales Stage 2 | Voie des régions Demi-finales Stage 2 |  |  | Voie des régions Finale | Voie des régions Finale |       |       |
|  | Voie des régions Quart de finale Stage 1 | Voie des régions Quart de finale Stage 1 |                                     |                |                                |                                | Voie des régions Quart de finale Stage 2 | Voie des régions Quart de finale Stage 2 | Voie des régions Quart de finale Stage 2 | Voie des régions Quart de finale Stage 2 |                             |                             | Voie des régions Demi-finales Stage 1 | Voie des régions Demi-finales Stage 1 | Voie des régions Demi-finales Stage 1 | Voie des régions Demi-finales Stage 1 |                       |                       | Voie des régions Demi-finales Stage 2 | Voie des régions Demi-finales Stage 2 | Voie des régions Demi-finales Stage 2 | Voie des régions Demi-finales Stage 2 |  |  | Voie des régions Finale | Voie des régions Finale |       |       |
|  |                                          |                                          |                                     |                |                                |                                |                                          |                                          |                                          |                                          |                             |                             |                                       |                                       |                                       |                                       |                       |                       |                                       |                                       |                                       |                                       |  |  |                         |                         |       |       |
|  |                                          |                                          |                                     |                |                                |                                |                                          |                                          |                                          |                                          |                             |                             |                                       |                                       |                                       |                                       |                       |                       |                                       |                                       |                                       |                                       |  |  |                         |                         |       |       |
|  |                                          |                                          | Oural                               | Oural          | Oural                          | 1                              |                                          |                                          |                                          |                                          |                             |                             |                                       |                                       |                                       |                                       |                       |                       |                                       |                                       |                                       |                                       |  |  |                         |                         |       |       |
|  |                                          |                                          | Oural                               | Oural          | Oural                          | 1                              |                                          |                                          |                                          |                                          | Rostov                      | Rostov                      | Rostov                                | 0                                     |                                       |                                       |                       |                       |                                       |                                       |                                       |                                       |  |  |                         |                         |       |       |
|  | Rodina Moscou                            | 1 (1)                                    |                                     |                | Lokomotiv Moscou               | Lokomotiv Moscou               | Lokomotiv Moscou                         | 0                                        |                                          |                                          | Rostov                      | Rostov                      | Rostov                                | 0                                     |                                       |                                       |                       |                       |                                       |                                       |                                       |                                       |  |  |                         |                         |       |       |
|  | Rodina Moscou                            | 1 (1)                                    |                                     |                | Lokomotiv Moscou               | Lokomotiv Moscou               | Lokomotiv Moscou                         | 0                                        |                                          |                                          | Oural                       | Oural                       | Oural                                 | 1                                     |                                       |                                       | Baltika Kaliningrad   | Baltika Kaliningrad   | Baltika Kaliningrad                   | 1                                     |                                       |                                       |  |  |                         |                         |       |       |
|  | Oural (t. a. b.)                         | 1 (4)                                    |                                     |                |                                |                                |                                          |                                          |                                          |                                          | Oural                       | Oural                       | Oural                                 | 1                                     |                                       |                                       | Baltika Kaliningrad   | Baltika Kaliningrad   | Baltika Kaliningrad                   | 1                                     |                                       |                                       |  |  |                         |                         |       |       |
|  | Oural (t. a. b.)                         | 1 (4)                                    |                                     |                |                                |                                | Rostov                                   | Rostov                                   | Rostov                                   | 3                                        |                             |                             |                                       |                                       |                                       |                                       |                       |                       |                                       |                                       |                                       |                                       |  |  |                         |                         |       |       |
|  |                                          |                                          | Khimiki                             | Khimiki        | Khimiki                        | 0 (6)                          | Rostov                                   | Rostov                                   | Rostov                                   | 3                                        |                             |                             |                                       |                                       |                                       |                                       |                       |                       |                                       |                                       |                                       |                                       |  |  |                         |                         |       |       |
|  |                                          |                                          | Khimiki                             | Khimiki        | Khimiki                        | 0 (6)                          |                                          |                                          |                                          |                                          | Baltika Kaliningrad         | 1                           |                                       |                                       |                                       |                                       |                       |                       |                                       |                                       |                                       |                                       |  |  |                         |                         |       |       |
|  | Khimiki                                  | 2                                        |                                     |                | Rostov (t. a. b.)              | Rostov (t. a. b.)              | Rostov (t. a. b.)                        | 0 (7)                                    |                                          |                                          | Baltika Kaliningrad         | 1                           |                                       |                                       |                                       |                                       |                       |                       |                                       |                                       |                                       |                                       |  |  |                         |                         |       |       |
|  | Khimiki                                  | 2                                        |                                     |                | Rostov (t. a. b.)              | Rostov (t. a. b.)              | Rostov (t. a. b.)                        | 0 (7)                                    |                                          |                                          |                             |                             | Spartak Moscou                        | 0                                     |                                       |                                       |                       |                       |                                       |                                       |                                       |                                       |  |  |                         |                         |       |       |
|  | Kransodar                                | 0                                        |                                     |                |                                |                                |                                          |                                          |                                          |                                          |                             |                             | Spartak Moscou                        | 0                                     |                                       |                                       |                       |                       |                                       |                                       |                                       |                                       |  |  |                         |                         |       |       |
|  | Kransodar                                | 0                                        |                                     |                |                                |                                |                                          |                                          |                                          |                                          |                             |                             |                                       |                                       |                                       |                                       |                       |                       |                                       |                                       |                                       |                                       |  |  |                         |                         |       |       |
|  |                                          |                                          | Akhmat Grozny                       | Akhmat Grozny  | Akhmat Grozny                  | 0                              |                                          |                                          |                                          |                                          |                             |                             |                                       |                                       |                                       |                                       |                       |                       |                                       |                                       |                                       |                                       |  |  |                         |                         |       |       |
|  |                                          |                                          | Akhmat Grozny                       | Akhmat Grozny  | Akhmat Grozny                  | 0                              |                                          |                                          |                                          |                                          | Dynamo Moscou               | Dynamo Moscou               | Dynamo Moscou                         | 0                                     |                                       |                                       |                       |                       |                                       |                                       |                                       |                                       |  |  |                         |                         |       |       |
|  | Volgar Astrakhan                         | 1                                        |                                     |                | FK Orenbourg                   | FK Orenbourg                   | FK Orenbourg                             | 1                                        |                                          |                                          | Dynamo Moscou               | Dynamo Moscou               | Dynamo Moscou                         | 0                                     |                                       |                                       |                       |                       |                                       |                                       |                                       |                                       |  |  |                         |                         |       |       |
|  | Volgar Astrakhan                         | 1                                        |                                     |                | FK Orenbourg                   | FK Orenbourg                   | FK Orenbourg                             | 1                                        |                                          |                                          | FK Orenbourg                | FK Orenbourg                | FK Orenbourg                          | 2                                     |                                       |                                       | Spartak Moscou        | Spartak Moscou        | Spartak Moscou                        | 2                                     |                                       |                                       |  |  |                         |                         |       |       |
|  | Akhmat Grozny                            | 2                                        |                                     |                |                                |                                |                                          |                                          |                                          |                                          | FK Orenbourg                | FK Orenbourg                | FK Orenbourg                          | 2                                     |                                       |                                       | Spartak Moscou        | Spartak Moscou        | Spartak Moscou                        | 2                                     |                                       |                                       |  |  |                         |                         |       |       |
|  | Akhmat Grozny                            | 2                                        |                                     |                |                                |                                | Dynamo Moscou                            | Dynamo Moscou                            | Dynamo Moscou                            | 4                                        |                             |                             |                                       |                                       |                                       |                                       |                       |                       |                                       |                                       |                                       |                                       |  |  |                         |                         |       |       |
|  |                                          |                                          | SKA-Khabarovsk                      | SKA-Khabarovsk | SKA-Khabarovsk                 | 1                              | Dynamo Moscou                            | Dynamo Moscou                            | Dynamo Moscou                            | 4                                        |                             |                             |                                       |                                       |                                       |                                       |                       |                       |                                       |                                       |                                       |                                       |  |  |                         |                         |       |       |
|  |                                          |                                          | SKA-Khabarovsk                      | SKA-Khabarovsk | SKA-Khabarovsk                 | 1                              |                                          |                                          |                                          |                                          |                             |                             |                                       |                                       |                                       |                                       |                       |                       |                                       |                                       |                                       |                                       |  |  |                         |                         |       |       |
|  | SKA-Khabarovsk (t. a. b.)                | 1 (4)                                    |                                     |                | Dynamo Moscou                  | Dynamo Moscou                  | Dynamo Moscou                            | 2                                        |                                          |                                          |                             |                             |                                       |                                       |                                       |                                       |                       |                       |                                       |                                       |                                       |                                       |  |  |                         |                         |       |       |
|  | SKA-Khabarovsk (t. a. b.)                | 1 (4)                                    |                                     |                | Dynamo Moscou                  | Dynamo Moscou                  | Dynamo Moscou                            | 2                                        |                                          |                                          |                             |                             |                                       |                                       |                                       |                                       |                       |                       |                                       |                                       |                                       |                                       |  |  |                         |                         |       |       |
|  | Sotchi                                   | 1 (2)                                    |                                     |                |                                |                                |                                          |                                          |                                          |                                          |                             |                             |                                       |                                       |                                       |                                       |                       |                       |                                       |                                       |                                       |                                       |  |  |                         |                         |       |       |
|  | Sotchi                                   | 1 (2)                                    |                                     |                |                                |                                |                                          |                                          |                                          |                                          |                             |                             |                                       |                                       |                                       |                                       |                       |                       |                                       |                                       |                                       |                                       |  |  |                         |                         |       |       |